# Minardi M02
El Minardi M02 fue el coche con el que el equipo Minardi de Fórmula 1 compitió en la temporada 2000 de Fórmula 1.

## Desarrollo
El M02 fue diseñado por Gustav Brunner. El coche era una clara evolución del M01 con un nuevo morro puntiagudo, laterales compactos y escapes altos. El M02 desarrolló aún más la caja de cambios con carcasa de titanio de 1999, lo que ayudó a reducir el peso. El M02 fue el primer coche de F1 en adoptar pinzas de freno bajadas en un desarrollo estacional. El M02 continuó usando el motor Ford Cosworth V10, que era la misma unidad de potencia de 1998. Llevaba la insignia Fondmetal.

## Pilotos
Para el año 2000, Marc Gené fue contratado por Minardi y comenzó su segunda temporada con el equipo. El piloto argentino Gastón Mazzacane fue ascendido a un asiento de carrera en una medida ampliamente reconocida como piloto pagado. Fernando Alonso fue el piloto de pruebas del equipo. Antes del Gran Premio de Europa en Nurburgring, Giorgio Vinella fue contratado como piloto de pruebas adicional para apoyar el desarrollo del M02.

## Historia
El M02 fue lanzado el 16 de febrero de 2000 en el Museo Guggenheim de Bilbao. El trabajo de prueba del coche comenzó en enero con Gene y Mazzacane probando piezas nuevas en el chasis M01 en el Circuito de Fiorano. En febrero, Minardi se unió a las pruebas en Barcelona y mostró un buen ritmo, Gene consiguió una vuelta más rápida de la semana que lo colocó en el noveno lugar de la general, por delante de Jordan, Jaguar y Prost. Mazzacane fue constantemente alrededor de 1 segundo más lento que su compañero de equipo.
La temporada empezó bien para Gene, clasificando el M02 en el puesto 18 y terminando la carrera en octavo. Mazzacane se clasificó último y se retiró en la vuelta 40 por un fallo en la caja de cambios. El M02 no terminaría las siguientes dos carreras para Gene, y Mazzacane terminó cuatro Grandes Premios antes de entrar entre los 10 primeros por primera vez en el Gran Premio de Europa de 2000. En Mónaco, una carrera en la que ambos coches no lograron terminar, el M02 había registrado seis abandonos en carrera.
El resto de la temporada estuvo plagado de abandonos y decepciones para el M02, que estaba claramente fuera de ritmo. En Bélgica, Minardi celebró su Gran Premio número 250. Lo más destacado de la temporada se produjo en el Gran Premio de Estados Unidos de 2000, Gran Premio de Estados Unidos en Indianápolis, cuando Mazzacane logró ubicarse en la tercera posición al principio de la carrera, por delante del actual campeón mundial Mika Hakkinen. Sin embargo, finalmente se retiraría debido a problemas de motor.
El M02 finalmente terminó décimo de facto en el Campeonato de Constructores, sin puntos pero por delante de Prost debido a un mejor récord final. Por lo tanto, el equipo calificó para algunos de los ingresos televisivos del deporte en 2001.
Al finalizar la temporada, Gabriele Rumi buscaba vender su 70 por ciento de participación en el equipo. Se anunció que el patrocinador PSN lo compraría en septiembre de 2000, lo que habría relacionado con la permanencia de su piloto Mazzacane en el equipo. Sin embargo, en noviembre se habían retirado del acuerdo. PSN y Mazzacane finalmente cambiarían al Prost Grand Prix en 2001. Gene también se fue a Williams, junto con el patrocinador clave Telefónica. Paul Stoddart compró Minardi a Rumi, y el M02 sería el último automóvil producido bajo su liderazgo del equipo.

## Livery
Para el año 2000, Minardi contó con un amplio respaldo financiero de Telefónica, que se convirtió en el patrocinador principal de la temporada. Los coches fueron pintados con un atrevido acabado amarillo fluorescente para hacer referencia a la asociación.

## Resultados
(Clave) (negrita indica pole position) (cursiva indica vuelta rápida)

| Año     | Motor         | Neu. | N.º | Pilotos          | 1   | 2   | 3   | 4   | 5   | 6   | 7   | 8   | 9   | 10  | 11  | 12  | 13  | 14  | 15  | 16  | 17  | Puntos | Pos. |
| ------- | ------------- | ---- | --- | ---------------- | --- | --- | --- | --- | --- | --- | --- | --- | --- | --- | --- | --- | --- | --- | --- | --- | --- | ------ | ---- |
| 2000    | Fondmetal V10 | B    |     |                  | AUS | BRA | SMR | GBR | ESP | EUR | MON | CAN | FRA | AUT | GER | HUN | BEL | ITA | USA | JPN | MYS | 0      | NC   |
| 2000    | Fondmetal V10 | B    | 20  | Marc Gené        | 8   | Ret | Ret | 14  | 14  | Ret | Ret | 16  | 15  | 8   | Ret | 15  | 14  | 9   | 12  | Ret | Ret | 0      | NC   |
| 2000    | Fondmetal V10 | B    | 21  | Gastón Mazzacane | Ret | 10  | 13  | 15  | 15  | 8   | Ret | 12  | Ret | 12  | 11  | Ret | 17  | 10  | Ret | 15  | 13  | 0      | NC   |
| Fuente: |               |      |     |                  |     |     |     |     |     |     |     |     |     |     |     |     |     |     |     |     |     |        |      |